# Lekkoatletyka na Letnich Igrzyskach Paraolimpijskich 2012 – 100 metrów T36 kobiet
W biegu na 100 metrów kl. T36 kobiet podczas Letnich Igrzysk Paraolimpijskich 2012 rywalizowało ze sobą 11 zawodniczek. W konkursie udział wzięły zawodniczki z porażeniem mózgowym, u których występują mimowolne ruchy we wszystkich kończynach.

## Wyniki

### Eliminacje

#### Bieg 1
| Miejsce | Zawodniczka          | Państwo         | Czas  | Uwagi |
| ------- | -------------------- | --------------- | ----- | ----- |
| 1.      | Nadia Schaus         | Argentyna       | 15.04 | Q, AR |
| 2.      | Claudia Nicoleitzik  | Niemcy          | 15.19 | Q     |
| 3.      | Aygyul Sakhibzadaewa | Rosja           | 15.32 | Q     |
| 4.      | Hazel Robson         | Wielka Brytania | 15.41 | q, SB |
| 5.      | Yu Chun Lai          | Hongkong        | 16.32 | SB    |
| 6.      | Ainur Baiduldajewa   | Kazachstan      | 16.70 |       |

#### Bieg 2
| Miejsce | Zawodniczka                      | Państwo          | Czas  | Uwagi |
| ------- | -------------------------------- | ---------------- | ----- | ----- |
| 1.      | Jelena Iwanowa                   | Rosja            | 14.65 | Q     |
| 2.      | Jeon Min Jae                     | Korea Południowa | 14.81 | Q, PB |
| 3.      | Yanina Andrea Martinez           | Argentyna        | 15.01 | Q, AR |
| 4.      | Yuki Kato                        | Japonia          | 16.01 | q, SB |
| 5.      | Martha Liliana Hernandez Florian | Kolumbia         | 16.39 |       |

### Finał
| Miejsce | Zawodniczka            | Państwo          | Czas  | Uwagi |
| ------- | ---------------------- | ---------------- | ----- | ----- |
|         | Jelena Iwanowa         | Rosja            | 14.44 | SB    |
|         | Jeon Min Jae           | Korea Południowa | 14.70 | PB    |
|         | Claudia Nicoleitzik    | Niemcy           | 14.88 |       |
| 4.      | Yanina Andrea Martinez | Argentyna        | 15.00 | AR    |
| 5.      | Nadia Schaus           | Argentyna        | 15.14 |       |
| 6.      | Aygyul Sakhibzadaewa   | Rosja            | 15.19 |       |
| 7.      | Hazel Robson           | Wielka Brytania  | 15.23 | SB    |
| 8.      | Yuki Kato              | Japonia          | 15.98 | SB    |